# 일본국유철도 101계 전동차
일본국유철도 101계 전동차(일본어: 国鉄101系電車 고쿠테쓰햐쿠잇케이덴샤[*])는 일본국유철도(현 JR)가 1957년에 개발한 직류 통근형 전동차이다. 개발 당시에는 모하 90계 전동차라고 불렸으나 칭호 개정에 따라 1959년 101계로 변경되었다.

## 개요
- 신성능 전철 - 일본 국철(현 JR)이 1950년대 후반부터 제조한, 카르단 구동이나 새로운 브레이크를 탑재한 기존 차량과 다른 전철의 총칭.
- 카르단 구동 - 모터의 중량을 차축에 직접 싣지 않고 대차에 고정한 형식. 용수철(대차)하중량이 경감되어 승차감의 개선이나 모터의 소형화를 도모할 수 있다.
- 발전 브레이크 - 주행용 모터를 발전기로서 이용해 브레이크를 거는 방법. 기계적인 브레이크와 달리, 마모가 없어 장시간의 사용에도 적합하다.
- 전자 직통 브레이크 - 공기 브레이크의 구조의 하나. 각 차량에 전자 밸브를 마련하고 있어 응답성이 뛰어나다.
- MM'유닛 방식 - 2량의 전동차에 제어장치나 팬터그래프 등을 분산해 탑재하는 방법. 2량의 차량으로 기기류를 공용해, 제조 비용의 저감을 도모할 수 있다.

일본국유철도(현 JR) 소속 전동차로서는 최초로 중공축 평행카르단 구동방식을 채용하는 등 다양한 신기술을 수용하여 당시 '신성능 전철'로 평가받았다. 이러한 101계 제작 당시의 기초는 1980년대 전반에 이르기까지 개발된 일본국유철도의 전동차에 많이 응용되었다. 차체는 아치 꼴이며, 전두부는 약간 기울어진 평면창 세 개로 구성된 전방창을 상징으로 한 간결한 디자인을 취하였으며, 차량 당 양 방향으로 8개의 문 (4도어 차량)을 가진 경량 구조를 갖추었다. 전동차의 차체는 마루와 내장재 부분에 목재가 사용된 강철-목재 혼합 차체에서 불연화와 경량화를 추구한 금속과 합성 수지로 구성된 강철 차체였다.
차내는 중간에 7명, 차량의 맨 앞과 뒷부분에 3명이 앉을 수 있는 롱시트이며, 이외 대차 부분의 용수철 축받이, 직권 정류자 전동기와 저항제어, 발전제동 병용의 전자직통제동, 2량의 전동차를 1유닛으로 하여 필요 기기를 분산해 탑재하는 집전기 분산 형태 (MM') 등 후속 차량인 일본국유철도 103계 전동차가 계승하게 되는 기술을 보유한 당시로서는 매우 획기적인 사양이었다.
그러나 다량 생산 이후에 발견된 경제적인 비효율성으로 인하여, 후속 차량인 103계에 당대 일본국유철도의 표준 통근 차량 위치를 넘겨주고, 2003년 난부 선 운용을 끝으로 완전 퇴역하였다.

## 차종 개요

### 200번대

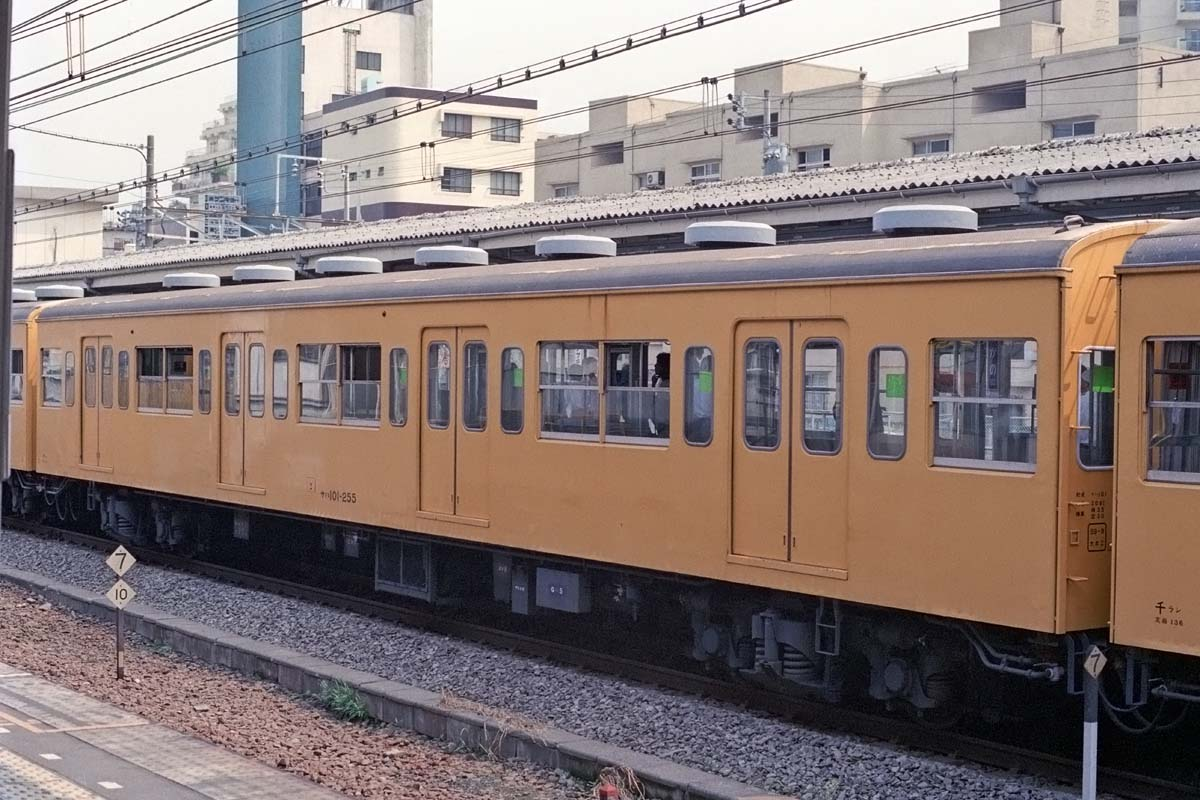
사하 101-255

주오 선 쾌속은 1960년에 6M4T화가 실시되었지만, 편성이 기본 편성 7량(4M3T)+부속 편성 3량(2M1T)이 되어, 기본 편성 중의 전동 발전기(MG)와 공기압축기(CP)의 소요수가 부족하기 때문에, MG・CP첨부의 사하 101형・100형이 등장해, 번대 구분상 200번대가 생겼다. 후년 가타마치 선에 배치된 사하 101-258・281・289・100-241~244에 대해서는 MG와 CP의 철거를 해 기본 번대의 사하 101-146~148・100-108~111에 편입되었다.
- 사하 101-201~301, 사하 100-201~294

### 800번대

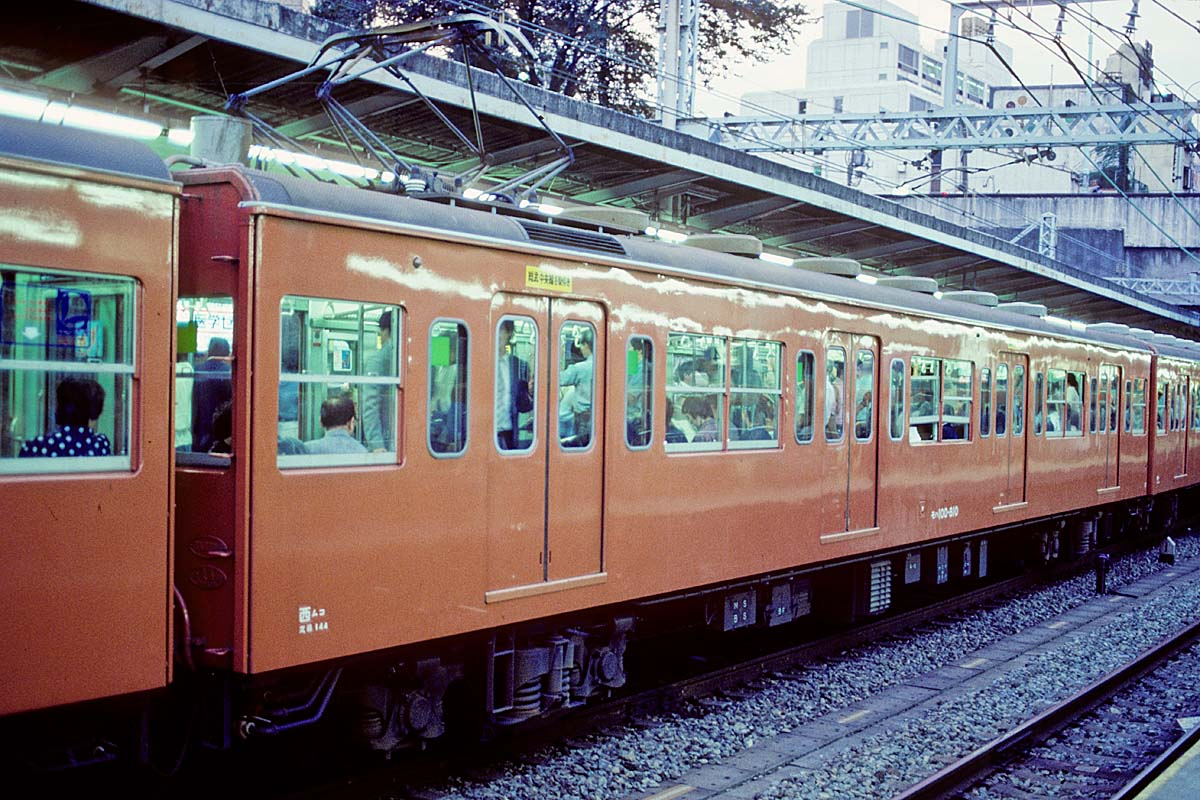
모하 100-810

주오 본선의 임시 열차로의 운용에 이용되고 있던 구형 국전을 옮겨놓기 위해, 터널 단면이 작은 다카오 이서에의 입선에 대응하기 위해서 팬터그래프 설치 부분의 지붕 높이를 낮게한 구조의 차량으로, 1961년에 팬터그래프를 갖춘 쿠모하・모하 100형만이 등장했다. 특징으로서 타계열의 저지붕차와 마찬가지로 저지붕 부분은 선풍기에 대신해 파운데이션 리어가 갖춰져 있었다. 일본국유철도 시대 말기까지는 전차량이 무사시 코가네이 전철구에 배치되어 있었다. 덧붙여 후년에는 모하 100형 808~810이 쓰루미 선으로 운용된 것 외, 후술 하는「단포포」의 개조종차도 800번대이다.
- 쿠모하 100-801~806, 모하 100-801~811

### 900번대

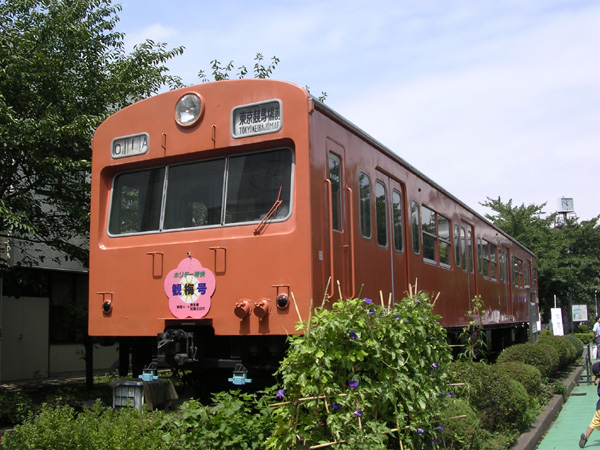
도쿄 종합 차량 센터에 정태 보존되고 있었을 무렵의 쿠모하 101-902

일본국유철도 첫 신성능 전철로서 시작된 모하 90형을 양산화 개조해 등장한 번대 구분이다. 대량생산차에 맞추어 밀어넣어 형태 통풍기를 글로브형으로 바꾸거나, 팬터그래프의 PS16형으로의 교환, 도어창과 두껍닫이창의 H고무화, 차체외판을 윗쪽으로 연장하는 형태로 파묻힌 물받이를 외부부착식으로 개조하는 등의 각종 양산화 개조를 했지만, 일부의 차량은 물받이 단부가 운전대 전면으로 돌고, 대차의 구조가 다르고, 승무원실 난간이 비매입식인 등, 끝까지 대량생산차와는 다른 외관이었다. 1957년 10월~11월에 등장해 얼마 되지 않은 시작차(당시는 모하 90계)4량을 이용해 도카이도 본선에서 고속도 시험이 실시되었다. 시험차는 DT21X 차체를 지탱하는 부분의 치수비를 3.95의 고속형으로 변경해, 일부 차량의 대차를 빌로우즈식 공기 용수철로 변경한 DT21Y로 승차감의 비교 검토도 행해졌다. 이 시험의 성과에 의해,일본 국철 첫 특급형 전철로 후의 일본 국철 특급형 전철의 주춧돌이 된 모하 20계(칭호 개정에 수반해 151계→181계)나 신칸센 전철의 성공에 크게 공헌했다. 또, 이 시험 시에 아치형이면서 당시의 일본 국철 차량에 있어서의 속도 기록인 135 km/h를 기록했다. 덧붙여 당시의 협궤의 일본 내 기록은 오타큐 3000형 전동차의 145 km/h로, 일본 국철차로서는 후에 쿠모야 93형이 175 km/h를 달성하였다. 노후화했기 때문에 1979년까지 폐차되었지만, 이 중 상기의 고속도 시험에 제공된 쿠모하101-902는 이 차량을 제조한 JR동일본 도쿄 종합 차량 센터(구・오이 공장) 정문 앞에 정태 보존되었다. 그 후, 2007년 10월 14일에 사이타마현 사이타마시에 개설된 철도박물관에 이전되어 전시되고 있다.
- 모하 90000・90002・90004→모하 100-901~903
- 모하 90001・90003・90005→모하 101-901~903
- 모하 90500・90502→쿠모하 100-901・902
- 모하 90501・90503→쿠모하 101-901・902

### 910번대
변전소 용량 등의 문제에 의해 당초 목표로 한 전전동차방식으로의 투입이 곤란한 정세가 되었기 때문에 101계에 대신하는 통근형 전동차를 설계하는 일이 되어, 그 사양 결정에 필요한 전력 회생 브레이크의 시험차로서 1960년에 쿠모하 100・101형의 제어 전동차끼리의 1유닛만이 시작되었다. 이 시험의 결과, 상용 회생 브레이크는 제어 기기의 중량, 보수 곤란, 회생 실효의 문제 등을 들 수 있어 시기 상조로서 도입은 보류되었다. 그 원인으로서 당시는 반도체 기술이 미숙했었기 때문에, 자기증폭기를 이용한 회생이었던 것을 들 수 있다. 그러나, 자기증폭기를 사용한 저항제어차의 상용 회생 브레이크차는 옛날에는 벌써 제2차 세계 대전 전에 등장하고 있어, 101계와 같은 대량 수송 전용의 차량으로서는 오다큐 전철의 2600형이 제조되어 2004년까지 활약하고 있었다. 시험 종료 후에는 주오 선 편성으로 부수차 취급으로서 사용되었지만 1964년에 전장 해제되어 쿠하 100・101-911이 되어 1979년에 폐차되었다.

### 1000번대
1973년 4월 1일의 무사시노 선 후추혼마치~신마쓰도간 개통에 대비해 등장한 번대이다. 동선에는 일부 구간에 장대터널이 존재하는 것부터, 101계의 초기차에 대해서 A기준에 준거한 난연화 대책이 베풀어져 6량 편성 15개의 합계 90량이 개조되었다. 개통시에 11개(합계 66량)가 준비되어 1978년 10월 2일의 신마쓰도~니시후나바시간 연장 개통시에 4개(합계 24량)가 증비되었다. 선두차는 모두 제어 전동차인 쿠모하이며, 전동차와 부수차의 비율은 4:2(4M2T)이다. 또, 자동 열차 정지 장치(ATS)는 동선용의 S형(당시의 열차 구간용)과 당시의 전철 구간용의 B형이 병설되었다. 이것에 가세해 동선용의 열차 무선을 탑재했기 때문에, 운전석 후부의 중앙창을 막은 것이 특징이다. 덧붙여 개조로부터 동선전용까지 시간이 있던 차량은 전용시까지 주오 선 쾌속이나 주오·소부 완행선에도 사용되었다.
- 편성：(←니시후나바시 방면) McM'TT'MMc'(후추혼마치 방면→)

개조(전용)후는 전차가 도요타 전철구(현・도요타 차량 센터) 배치(히가시토코로자와 전철구 상주)로, 무사시노 선으로 운용되고 있었지만, 1986년 3월 3일의 다이어 개정으로 도요타구의 오메 선・이쓰카이치 선용의 103계 5련이 6련에 증강되고 나서 공통 운용이 되어, 103계나 201계와 함께 양선의 6련운용에도 충당되었다. 또 난부 선이나 센세키 선에 대출된 것이나, 오미야 지선 경유의 후추혼마치~오미야간 임시 열차에 충당된 적도 있었다. 그러나, 종차가 노후한 초기차가 중심인 것, 또 무사시노 선으로의 103계 투입에 수반해 1987년까지 기본 번대보다 먼저 전차가 영업 운전을 종료했다. 이것에 의해 수도권으로부터 오렌지색(주홍색 1호) 도장의 101계가 소멸했다. 그 후 일본국유철도 분할 민영화시에 쿠모하 101-1006와 쿠모하 100-1003의 2량은 보류차로서 JR에 계승되었지만, 1988년 3월까지 폐차가 되었다. 또, 사하 101-1007는 미끄럼 점착 시험대차 TR910형을 장착해 시험용으로 이용된 것 외, 후술하는 지치부 철도에 양도된 차량도 있다.

## 운용

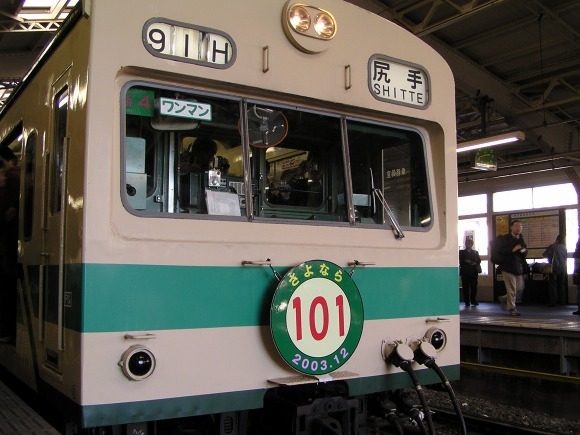
JR로부터의 정기 운용 종료 직후에는 고별 이벤트를 했다(2003년 12월 14일, 쓰루미역에서 촬영)

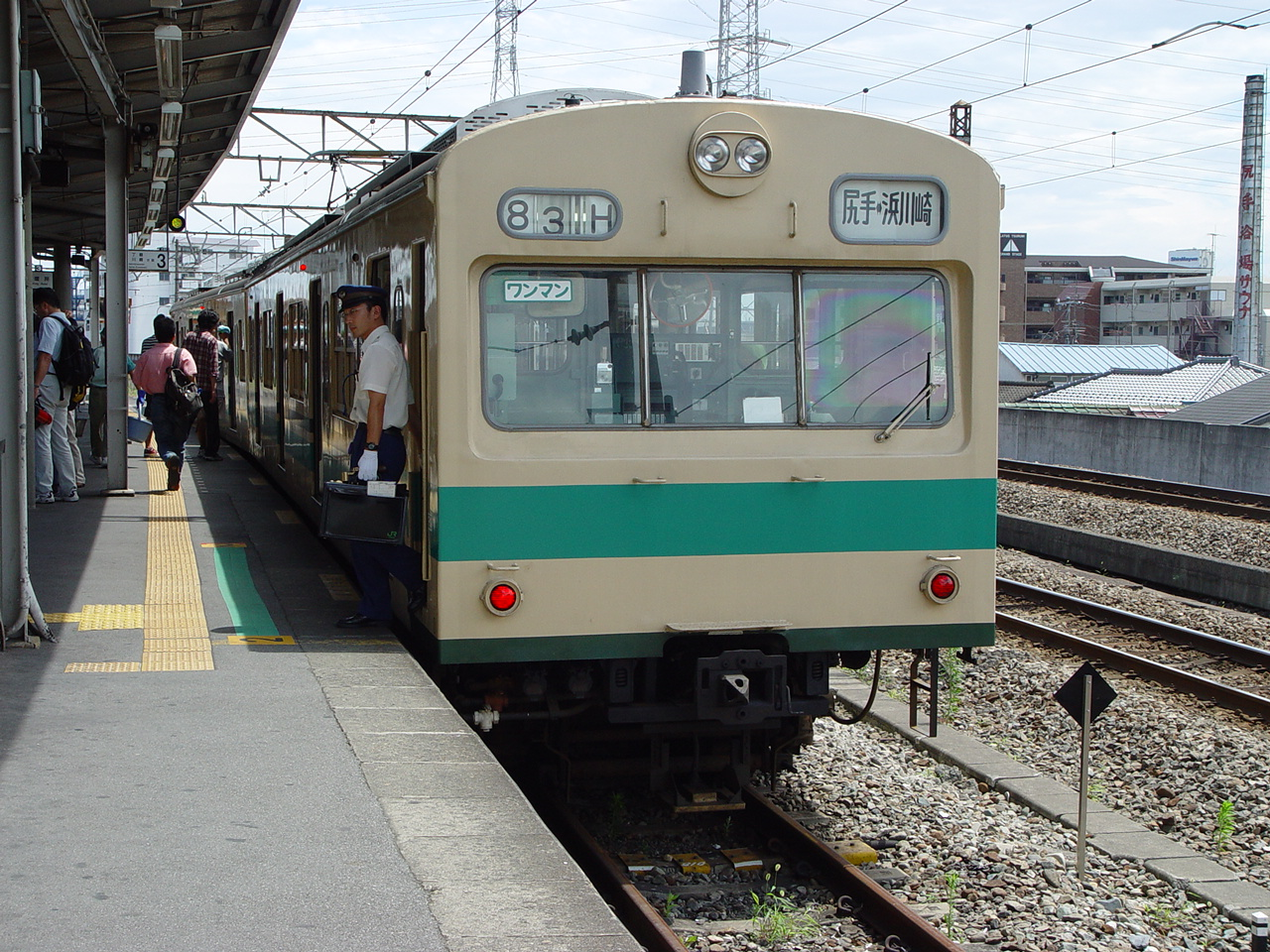
난부 지선으로 운용 당시의 101계(2002년 7월 13일, 싯테역에서 촬영)

101계는 전동차가 1966년, 부수차가 1969년까지 제조되어 1979년까지는 사고 이외의 폐차는 없었지만, 동년에 201계의 시작차가 주오 선 쾌속에 등장한 것으로부터 동선을 시작으로 노후화에 수반하는 폐차가 시작되었다. 결국, 총 제조수 1,535량 중 최종적으로 JR에 계승된 것은 불과 224량이었다. 덧붙여 일본국유철도 시대에 폐차가 된 차량은 모두 비냉방차로, 냉방 개조가 끝난 차량은 103계 750번대로 개조된 차량을 포함해 모두 JR에 계승되었다.

### 간토 지구
수도권에서는 야마노테 선・게이힌 도호쿠 선・주오 선 쾌속・오메 선・이쓰카이치 선・무사시노 선으로 사용되고 있던 차량은 일본 국철 시대에 폐차 또는 타구로의 전속에 의해서 자취를 감추어, 동일본 여객철도(JR동일본)에는 210량이 계승되어 주오·소부 완행선・난부 선・쓰루미 선으로 운용되었다. 이 중 난부 선만 냉방차가 포함되어 있었다. 그러나, 민영화 후 머지 않아 이러한 각선에서는 차례차례로 철퇴해, 1992년 이후는 난부 선의 하마카와사키역~싯테역간(난부 지선)의 2량 편성 3개(6량)만 운영되고 있었다. 난부 지선용의 차량은 JR발족 후에 원맨화(도색도 변경)와 냉방화의 2개의 개조를 받고 있어 타선으로 사용되고 있던 차량이 전폐된 후도 오랫동안 사용되고 있었지만, 205계 1000번대로의 치환에 의해 2003년 11월 28일까지 정기 운용을 종료했다.

### 간사이 지구
긴키권에서는 오사카 순환선・사쿠라지마 선(JR 유메사키 선)・가타마치 선(갓켄도시 선)・간사이 본선(야마토지 선)으로 사용되고 있었지만, 간토 지구 이상으로 하이 페이스로 103계로의 개조나 폐차에 의한 철퇴가 진행되어 서일본 여객철도(JR 서일본)에 계승된 것은 가타마치 선으로 사용되고 있던 14량(냉방차 8량)뿐이었다. 동선으로의 편성은 MM'×2가 주오·소부 완행선으로부터의 전입차, 그 외는 오사카 순환선으로부터의 전입차였다. 그 후, T를 뽑아 6련화해 사쿠라지마 선에 전용되었지만, 207계 양산 선행차(제 1편성)에 의해서 옮겨놓을 수 있는 형태가 되어 1991년 3월에 동선으로의 영업 운전을 종료해, 동년 4월 29일의 이벤트 전철의 운전을 마지막으로 다음 1992년에 전폐되었다. 103계로의 개조차는 그 후도 일부가 잔존했지만, 2002년10월까지 모두 폐차가 되었다. 1982년의 수해로 간사이 본선 오지역에 유치되고 있던 60량이 사용 불능이 되어, 급거 간토 지구로부터 폐차 예정차를 전속 시켜 2년간 사용에 충당되었다. 이 때, 본래 주오 선 쾌속의 차량은 오렌지 바탕에 전면 황대가 들어가, 본래 주오・소부 완행선의 차량은 간사이 지구에는 후쿠치야마 선 103계밖에 없었던 황색인 채 사용되어 모두 이채를 발하고 있었다.

## 개조차

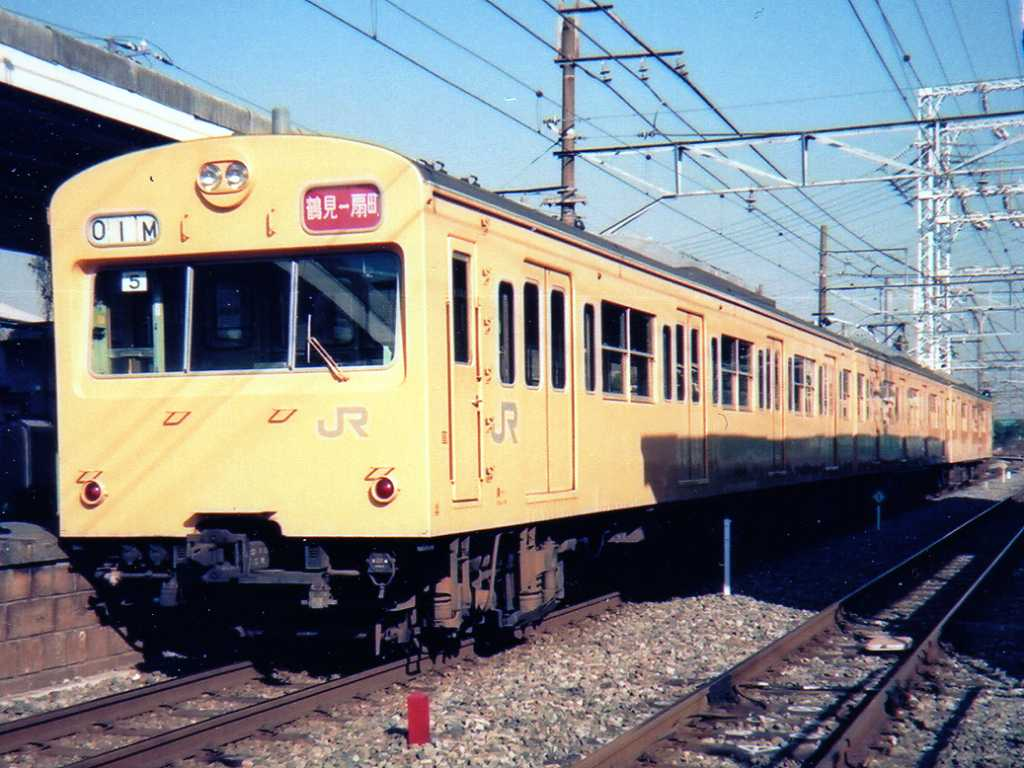
쓰루미 선으로 사용되고 있던 101계 냉방 개조차(1990년 12월, 무사시시라이시역에서 촬영)

### 냉방 개조
103계 냉방 시작차의 성공을 받아 당시 101계가 주력이었던 주오 선 쾌속용으로서 1972년부터 AU75 계열에 의한 냉방화를 했다. 주로 후기 제조분이 개조 대상으로 여겨졌지만, 1973년부터 103계 냉방 대량생산차가 동선에도 직접 투입된 것(잉여가 된 101계는 동년 4월 1일 개통한 무사시노 선에 전용), 또 101계 자체의 경년 및 성능상의 문제에 의해 비교적 소수에 머물렀다. 103계의 경우와 달리 측면 행선지 표시기는 장착되지 않았다. 신주쿠~하치오지・다카오간에서 게이오 선의 특급과 경합하는 관계로부터 특별 쾌속을 중심으로 한 운용에 한정 충당되었지만, 냉방 개조에 의한 중량증가에 의해 6M4T에서는 각 역 정차로서 운행되는 다이어에 맞추는 것이 성능상 곤란해지기 때문에 하계 이외도 이와 같이 운용을 한정했다.
- 시작 냉방 개조차：1972년에 개조된 40량은 쿨러가 후위집합에 위치하고 있는 것, 냉방용 전원으로서 210kVAMG를 1편성에 2대 탑재한 5량 급전방식인 것이 특징이다. 덧붙여 MG는 쿠모하・모하 100형에 탑재되었지만, 후자는 1편성에 2량 연결되고 있기 때문에, 냉방용 MG있음으로 MG없음이 존재해 후자는 기본적으로 부속 편성에 짜넣어졌다. 그 때문에 외관은 3+7편성이지만 영업 운전 중의 분할은 할 수 없었다.

후년, 시작 냉방 개조차는 대부분이 나가하라 전철구에 집결해 6량 편성에 조인가 얻을 수 있었다. MG없음의 모하 100형을 짜넣은 편성은 210kVA의 MG 1대로 6량에 냉방 전원을 공급하도록 조성했지만, AU75의 소요 전력은 35kVA로 계산되어 주오 선 쾌속에서는 5량 급전이었던 210kVAMG에서도 6량까지 급전 가능했다.
- 양산 냉방 개조차：1976년 이후에 개조된 52량은 쿨러가 차체의 거의 중심에 위치하고 있는 것, 냉방용 전원이 160kVAMG가 되어 모든 쿠모하・모하 100형에 장비되었던 것이 시작 냉방 개조차와 다르다. 주오 선 쾌속 외, 주오·소부 완행선, 난부 선, 가타마치 선용이라고 해도 개조되었다.

조성상의 관계로부터 쿠하 101형에 냉방 개조차는 존재하고 있지 않다. 또, 사하 100형은 0번대 2량만이 시작 냉방 개조의 대상이었다.
간토 지구 배치차는 후년 모두 나가하라 전철구에 집약되어 난부 선과 쓰루미 선으로 사용되었다. 또, 가타마치 선에 배속된 6련 2개는 동선의 7련화에 수반해 비냉방차와 혼결의 6M1T가 되어, JR화 후에는 6련화의 사쿠라지마 선에 전용되었다. 이러한 차량전배 및 차량 수급의 관계로, 사하 101형의 일부가 사하 103형 750번대로 개조되었다(후술). 101계 냉방 개조차는 비교적 덜 오래되었던 일로부터 일본국유철도 시대에 폐차가 된 차량은 전무로, 일본 국철로부터 JR이 되어 2년 후인 1989년에 난부 선에서 발생한 건널목 사고에 의해 쿠하 100-91가 101계 냉방차로 첫 폐차가 되었다. 그 후, 수도권의 JR선의 냉방화율이 거의 100%가 된 1990년 여름무렵부터 노련 폐차가 시작되어, 1992년 5월까지 전폐되었다. 덧붙여 상기의 차량과는 별도로 난부 지선용에 대해서는 분할 민영화 후의 1989년에 각 차 지붕 위에 설치한 SIV를 이용해 급전 하는 AU712로의 냉방 개조를 했다.

### 103계로의 개조
사하 101형과 쿠하 100・101형의 일부가 사하 103형 750번대와 쿠하 103형 2000・2050번대로 개조 편입되었다.

### 사업용차로의 개조

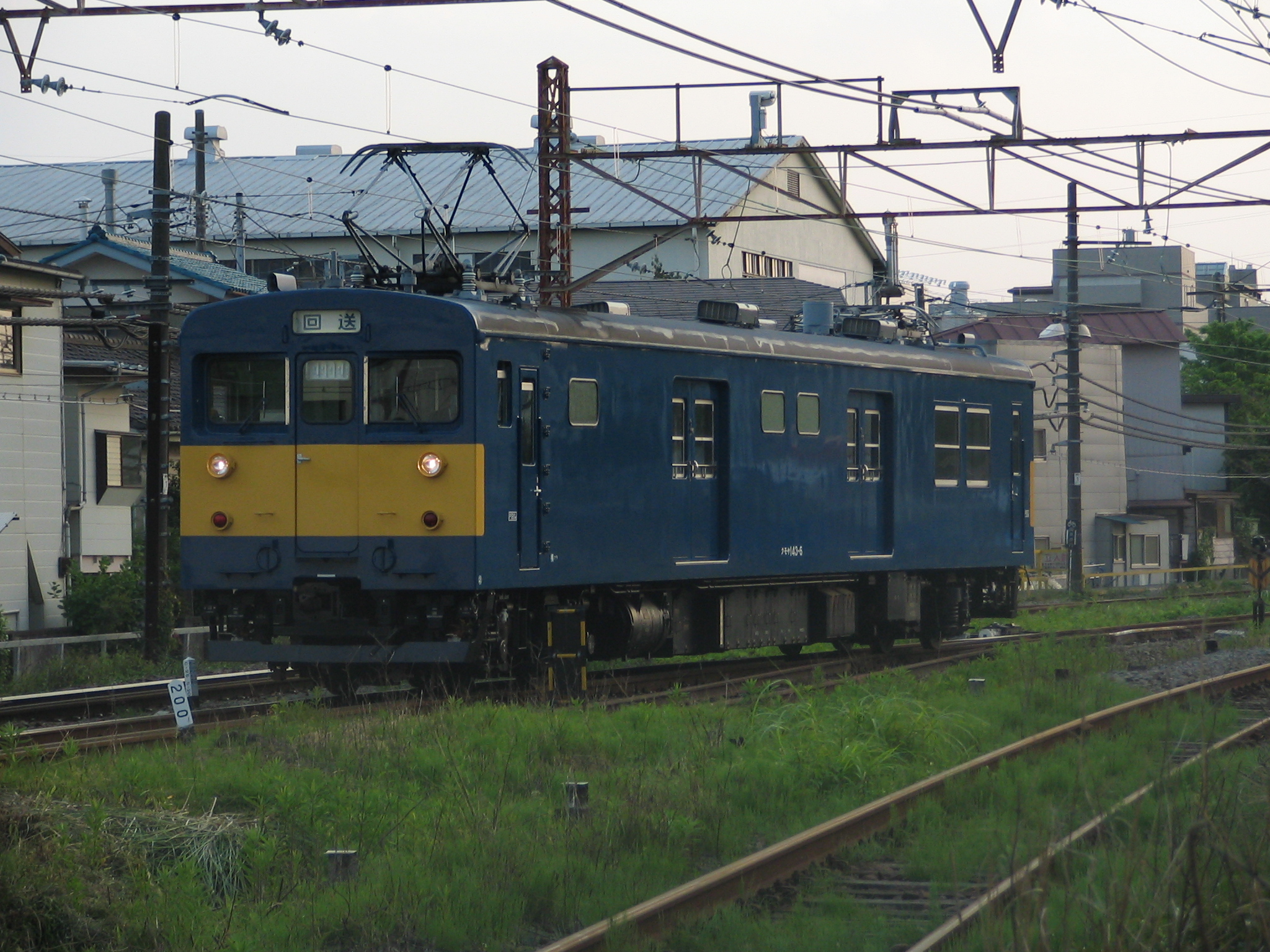
쿠모야 145형

노후화가 진행되고 있던 견인차・배급차・구원차・짐차・우편차등의 치환을 목적으로, 구원차의 기능을 갖춘 견인차로서 쿠모야 145형 및 배급차로서 쿠모루 145형・크루 144형이나 이다선의 신성능화에 수반해 등장한 우편 짐전철인 쿠모유니 147형이 101계의 개조로 등장하였다. 이것들은 101계로부터의 개조라고는 말해도, 차체를 신조해 모터・브레이크・대차 등을 유용한 것이라고 생각해도 좋다. 이러한 차량 중 쿠모유니 147형 전차와 쿠모야 145형 600번대 2량이 쿠모하 123형 40・600번대로 재개조되어 도카이 여객철도(JR도카이)의 미노부 선으로 운용되고 있었지만, 2007년에 313계로 옮겨졌다.

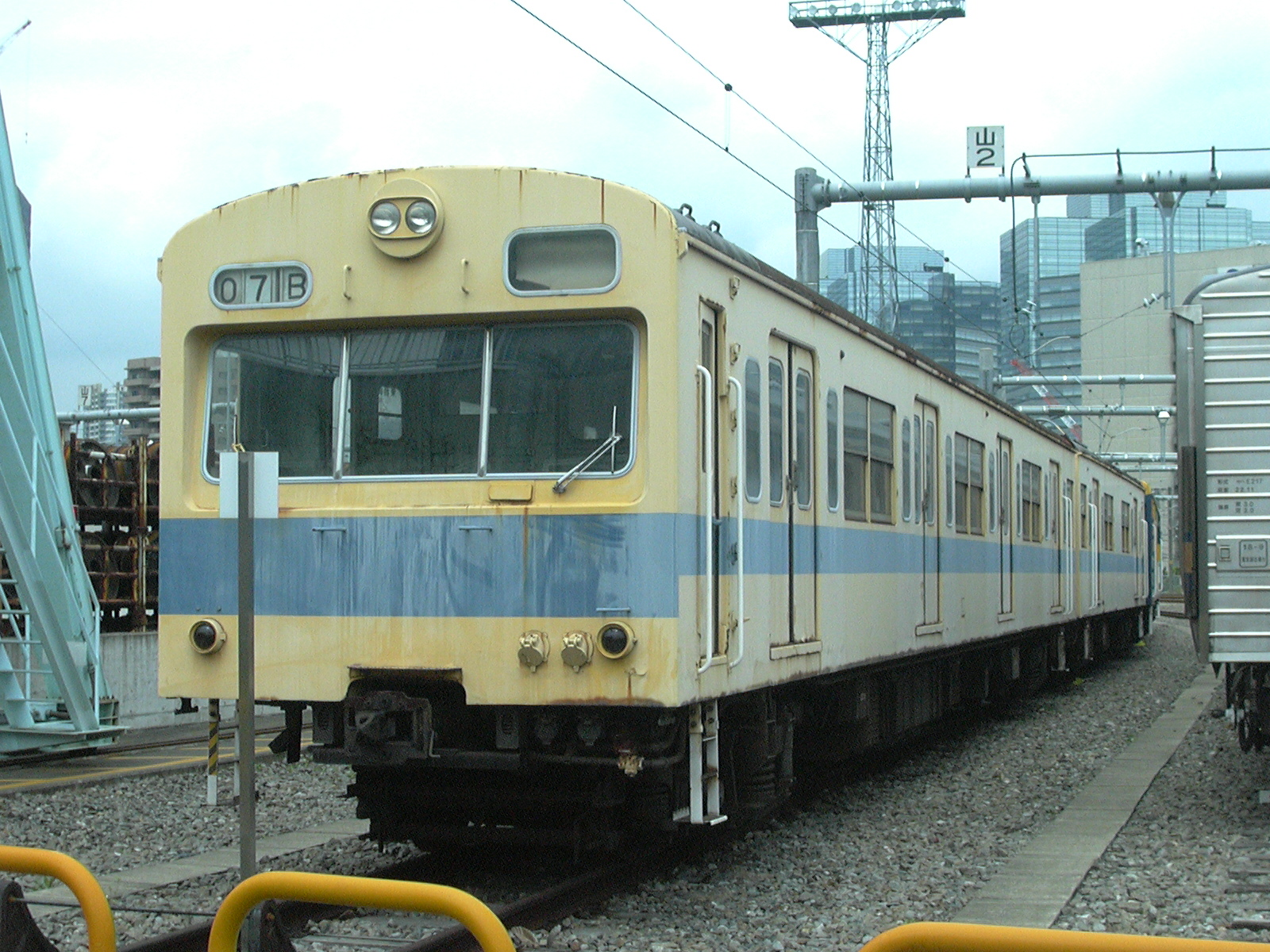
쿠모하 101-170「단포포」. 도쿄 종합 차량 센터 서쪽 지역에서(2006년 여름의 일반 공개시에 촬영)

도쿄 종합 차량 센터(구・오이 공장)에는「단포포(たんぽぽ)」라고 불리는 교체 차량이 존재하고 있었다. 쿠모하 100형 1량이 전체 길이를 6m 정도 짧게 한 14m에 개조되어 쿠모하 101형과 2량 편성을 짜고 있다(17m급 2량 편성 해당). 본래의 차호는 쿠모하 100-802+쿠모하 101-170이다. 다만, 차적은 없고 이동 기계 취급이 되었다. 현재는 모터카 등에 역할을 양보해 거의 가동하는 일 없이 다른 보존 차량과 함께 센터내에 유치되고 있었지만, 2008년 11월에 해체되었다. 덧붙여서, 쿠모하 100-802는 주오 선 101계 고별 운전에 사용된 차량으로, 차번이 나타내보이는 대로 저지붕 차이다.
- ←신주쿠역 쿠모하 100-802+쿠모하 101-170 요코하마역→
  - 방향은 편의상, 차호는 본래 차호.

## 사철 양도차

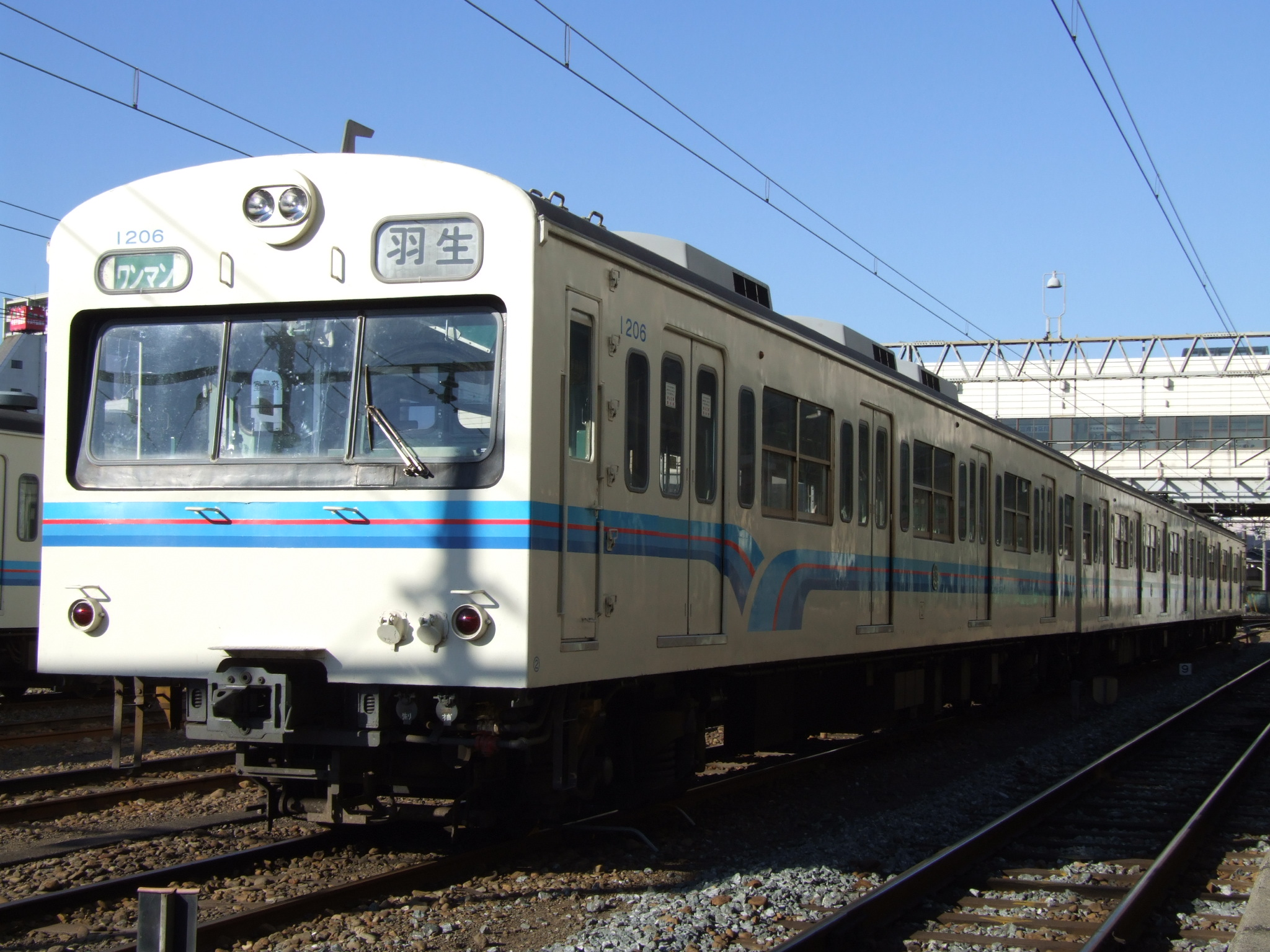
지치부 철도 1000계(2007년 12월, 구마가야역에서 촬영)

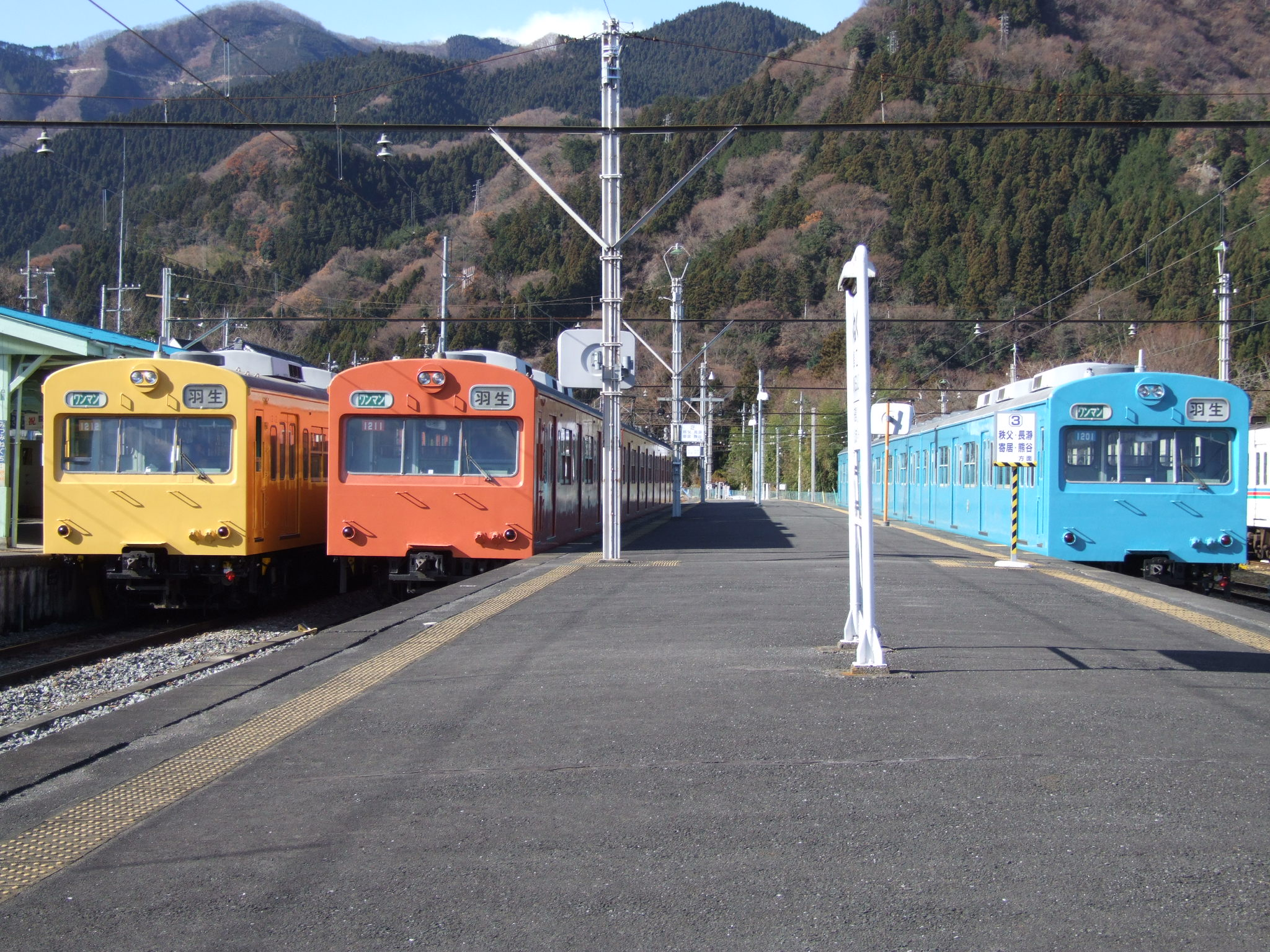
(왼쪽부터)카나리아 옐로, 오렌지 버밀리온, 스카이블루의 도장이 칠해진 지치부 철도 1000계(2007년 12월, 미쓰미네구치 역에서 촬영)

현재 JR 노선상에서는 소멸한 101계이지만, 사이타마현의 하뉴~미쓰미네구치 구간을 달리는 지치부 철도에서는 일본국유철도 시대의 1985년경부터 JR화 뒤에까지 양도된 3량 편성 12개(합계 36량)가 재적하고 있다. 형식은 1000계가 되어, M'cMTc(쿠모하 100형 - 모하 101형 - 쿠하 101형)의 편성으로 양도되었다. 입선 당시는 황색에 다대의 도장에 전면에「지치부 철도」라고 표기되고 있던 도장으로 비교적 원형을 유지하고 있었지만, 후의 원맨화를 앞에 두고 크림을 기조로서 빨강과 파랑의 띠를 베푼 도장으로 변경되었다. 그 후, 냉방화(중간차는 비냉방인 채)나 팬터그래프의 2기 탑재화 등을 거치고, 2008년까지는 전차가 재적하고 있었지만 2009년 2월에 7000계의 입선에 의해 1004F와 1006F의 2편성이 운용을 이탈해 폐차되었다. 덧붙여 철도박물관의 개관에 아울러 4편성이 동년 가을부터 오렌지 버밀리온・스카이블루・카나리아 옐로・올리브(간사이 선색)의 4종류의 도장으로 차례차례 복원되었다.
덧붙여 게이후쿠 전기 철도 후쿠이 지사(→에치젠 철도)나 후쿠이 철도 등이 타사로부터 차량을 양도했을 때는 궤간이 맞지 않는 등의 이유로부터 대차나 전장품을 101계의 폐차 발생품으로 교환하는 등, 부품 제공의 사례가 있다. 또, 아이치 환상 철도에서는 개통에 임해 차량을 제조할 때, 경비 삭감의 관점으로부터 모터 등에 101계의 폐차 발생품을 채용하였다.

## 그 외
- 폐차가 된 101계의 부품의 일부는 그 후의 신제차나 개조차에 유용되고 있어 쿠하 104형 500번대, 쿠하 118형, 쿠하 120형 등에는 대차가, 715계 0번대에는 톱니바퀴 장치가 유용되었다.
- 2006년 5월 14일에 폐관한 교통박물관에는 101계의 도어 장치의 가동 실물 모형이 전시되고 있었다. 그 후, 2007년 7월 10일부터 9월 9일까지 에도 도쿄 박물관에서 개최된「대철도 박람회」에 전시되었다.
- 오사카부 오사카시의 교통 과학박물관에는 전동차의 구조를 설명하는 목적으로 101계의 전면으로부터 첫 번째의 문부분까지의 실물 모형이 전시되고 있다.
- 2007년 10월 14일(일본 철도의 날)에 개관한 철도박물관에는 쿠모하 101-902가 전시되고 있다. 덧붙여 그 근처의 운전대도 101계의 것이다.
- 일본 국철 시대 일부의 차량에는 차내 차임이 붙어 있는 것도 존재했다.

## 참고 문헌
- 전기차연구회「철도 픽토리얼」156호, 1964년 4월 특집：(일본)국철 통근 전동차(같은 잡지는 약호 RP와 통권, 페이지로 지시한다.)
- 구보타 히로시「국철 통근형 전철의 최근의 움직임」p. 35-37
- 전기차연구회「철도 픽토리얼」1997년 11월호 No. 487 특집：101계 통근형 전동차
- 전기차연구회「철도 픽토리얼」2002년 11월호 No. 724 특집：101계 전동차
- 아사하라 노부히코「가이드 북-최성기의 국철 차량 3-신성능 직류 전철상」네코・퍼블리싱, 2006년
- 프리랜스 프로덕츠(products)「특집：101계 그 얼굴의 세계」/교우사「철도 팬」2005년 3월호 No. 527
- 호시 아키라「전철의 앨범(I)」/교우사

## 영상 자료
- 난부 선 운행 영상(1990년)
- 지치부 구마가야 역 정차 영상(게이힌 도호쿠 선 도색)